# Pogonioefferia benedicti
Pogonioefferia benedicti là một loài ruồi trong họ Asilidae. Pogonioefferia benedicti được Bromley miêu tả năm 1940.